# 西北地区 (加拿大)
西北地區（英語：Northwest Territories，缩写为NWT，因紐特語：ᓄᓇᑦᓯᐊᖅ）是加拿大一級行政區裡面的三個（Territory）之一，面積1,171,918平方公里，但在1999年努那福特自西北地方分離而出之前，面積曾高達3,439,296平方公里，佔了加拿大領土的三分之一。2011年普查時人口為41,462人。首府為耶洛奈夫。

## 歷史

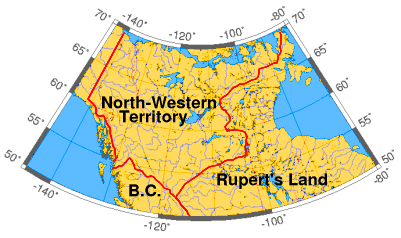
历史上的西北地方曾包括草原三省等地，圖為1859年時的疆界范围

西北地區於1870年6月加入加拿大聯邦，是為當時哈德遜灣公司將其下的西北领地轉讓給加拿大政府後成立的。當時的西北地區範圍極廣，包括除了卑詩省、安大略省及魁北克省南部、大西洋地區以外的全部地方。但隨著區內部份地方的人口增長，新省份亦逐漸在西北地區內設立。當中包括曼尼托巴省（1870年）、育空地區（1898年）、沙士吉萬省（1905年）、和亞伯達省（1905年）；而西北地區的管轄範圍亦逐漸縮小。1999年4月努那福特地成立，西北地區的管轄範圍進一步縮小。現今西北地區涵蓋努那福特以西的區域。

## 地理
現在的西北地方是位處加拿大部近北極圈，南部以北緯60度線與沙士吉萬省、亞伯達省、不列颠哥伦比亚省接壤，西面則是育空地區。
區內有大熊湖、大奴湖、马更些河等地理標記。

## 歷史
西北地區原來的範圍極廣，包括了北極圈到今日草原三省。古時居於此地的都是北美原住民。
自16世紀歐洲人西渡美洲殖民起，西北地區屬於哈德遜灣公司擁有。1870年加拿大聯邦成立，該公司把西北地區轉讓給加拿大政府。隨著十九世紀末淘金熱，加拿大西部人口增加，西北地區逐漸要分拆多個省份，先有1870年成立曼尼托巴省；後於1898-1905年間，成立育空地區、沙士吉萬省、亞伯達省。到了1999年4月，為讓因紐特人自治，再在東面分拆出努那福特地。西北地區的範圍，乃縮小到現在的規模。

## 經濟
西北地區屬北極地區，人口稀少，故經濟上主要以自然資源開發為主。採礦方面有金、銀、銅等等。而石油和天然氣的開採，也是該地經濟的主要部分。

## 政治
由於西北地區相對南部其他省分更為地廣人稀，因而只設了一個聯邦下議院選區即西北地区。

## 重要城市

### 都会区
| 排名 | 都会区名稱  | 2016人口 |
| ---- | ----------- | -------- |
| 1    | 耶洛奈夫 CA | 19,569   |